# Cap Chaunar
Ne doit pas être confondu avec Cap de la Nao.
Le cap Chaunar, cap Noun ou cap Non est un cap de la côte occidentale du Maroc, situé entre Tarfaya et Sidi Ifni.
Il était considéré par les Anciens comme un cap extrêmement difficile à franchir et à partir duquel tout retour était hypothétique. Pour cette raison, il fut appelé par les explorateurs portugais du XVe siècle Cabo de Não (« cap du Non ») en raison de l'adage : 
Quem passar o Cabo de Não, ou tornará ou não
Qui passe le cap du Non, retournera ou non
Un des vaisseaux envoyés par Henri le Navigateur, et ayant pour navigateur Gil Eanes, réussit à le franchir en 1434, pour atteindre le cap Bojador, alors considéré comme la limite méridionale du monde, au-delà duquel s'étendait la mer des Ténèbres. Comme en témoigne cet extrait du livre de Stefan Zweig consacré à l'explorateur Magellan : « Aussi, quelle ne fut pas l'allégresse générale lorsque Gil Eannes, en 1434, contourna l'infranchissable cap Non et put faire savoir à tous, à propos de la Guinée, que le docte Ptolémée n'était qu'un mauvais farceur (...) »